# Конин (древнерусский город)
Ко́нин — столица удельного Конинского княжества, входил в Тарусское княжество. Вотчина и резиденция князей Конинских. Находился на правом берегу р. Крушма (правый приток р. Оки) в 1 км к востоку от д. Колюпаново Алексинского района Тульской области. Городище Конин занимало 0,6 га.

## История
В своём завещании Юрий Михайлович Тарусский разделил Тарусское княжество между своими сыновьями, и завещал Семёну город Конин. После смерти Юрия Тарусского в конце XIII века  город стал столицей Конинского княжества.
Первое документальное упоминание города Конин датируется ноябрем 1480 г., когда сын хана Ахмата, после стояния на Угре, «приходил... на Конин да на Нюхово».
В духовной грамоте великого князя Ивана III Васильевича в 1504 г. он завещал своему сыну Андрею город Алексин "с волостми, и с путми, и с селы, и со всеми пошлинами, и с Волконою, и с Кониным, и с Гордеевым, и с Нюховою".

## Локализация
В. М. Кашкаров первым допустил расположение центра Конинского княжества на р.Крушма. Городище было исследовано Тульской архиологической экспедицией в 1996 году во главе с А. В. Шековым. По итогам исследований оно было датировано XI, XIII-XIV вв., что подтвердило здесь возможность локализации городища Конина. . Городище занимает мыс площадью около 0,6 га (30-50х140 м), с юга площадка ограждена валами высотой до 0,9 м, и c севера до 4 м. .

## Этимология
Ойконим (название населённого пункта) Конин не имеет подтверждённого происхождения. Н.И. Троицкий предполагал, что название происходит от принесённого с севера движением ледников валуна Конь-Камень, находящемуся рядом с городищем, и уничтоженному впоследствии с принятием христианства. . Троицким отмечается большое количество "конь-камней" в области Оки, отмечается и сохранившийся в Тульской области Конь-Камень.